# Ronda Ostensiva Cândido Mariano
Ronda Ostensiva Cândido Mariano (Rocam) é um batalhão de elite da Polícia Militar do Estado do Amazonas responsável pelo combate e repressão da violência, do crime organizado e das graves perturbações de ordem pública. Em 2021, o batalhão era composto de 240 policiais. A unidade esteve envolvida em chacinas.

## História
O batalhão surgiu em 23 de julho de 1993 como 2º Batalhão de Policiamento de Choque – Batalhão Rondas Ostensivas Cândido Mariano, subalterno da Companhia de Polícia de Choque. Ele era composto por militares membros do Grupamento de Ações Táticas Especiais (Gate). Em 1997, a unidade independente Companhia de Rocam foi criada dentro do Batalhão de Policiamento Especial (BPE) para combater roubos e latrocínios a motoristas de táxi. Em julho de 2002, a PM do estado passou por uma reestruturação para alinhar-se à política nacional de segurança pública. O Rocam, então, foi transferido para o recém-criado Comando de Policiamento Especializado.

## Ingresso
Para entrar na unidade, o PM precisa passar por uma série treinamentos, incluindo o Curso de Operações Rocam (COR), Curso de Operações ou Ações de Choque, Estágio Boina Rajada (EOR), Estágio Boinas Vermelhas (EBV) e o Estágio ou Curso de Motopatrulhamento Tático.